# آن إنرايت
آن إنرايت (بالإنجليزية: Anne Enright)‏ (و. 1962 – م) هي كاتبة، وروائية، ومقالاتية، وناقدة أدبية من جمهورية أيرلندا . ولدت في دبلن.
وهي عضوة في الجمعية الملكية للأدب .

## التعليم
تعلمت في كلية الثالوث (دبلن)، ومدرسة طب جامعة شرق أنغليا

## أعمال بارزة
من أهم أعمالها:
- The Gathering.

## روابط خارجية
- آن إنرايت على موقع IMDb (الإنجليزية)
- آن إنرايت على موقع مونزينجر (الألمانية)
- آن إنرايت على موقع ميوزك برينز (الإنجليزية)
- آن إنرايت على موقع قاعدة بيانات الفيلم (الإنجليزية)